# Qosqophryne
Qosqophryne – rodzaj płazów bezogonowych z podrodziny Holoadeninae w obrębie rodziny Craugastoridae.

## Rozmieszczenie geograficzne
Rodzaj obejmuje gatunki występujące w wysokogórskich górskich lasach i łąkach Cordilleras de Urubamba i Cordillera de Vilcabamba, w prowincji La Convención, w regionie Cuzco w Peru, zamieszkując lasy mgliste i karłowate, górskie zarośla i wilgotne łąki (puna) na wysokości od 3270 do 3800 m n.p.m..

## Systematyka
Rodzaj zdefiniował w 2020 roku peruwiańsko-niemiecki zespół herpetologów (Peruwiańczycy Alessandro Catenazzi, Luis Mamani i Rudolf von May oraz Niemiec Edgar Lehr) w artykule zatytułowanym Nowy rodzaj żab lądowych (Holoadeninae, Strabomantidae, Terrarana) z południowego Peru, opublikowanym w czasopiśmie „Diversity”. Gatunkiem typowym jest (oryginalne oznaczenie) Q. gymnotis.

### Etymologia
Qosqophryne: keczua Qosqo ‘Cuzco’; gr. φρυνη phrunē, φρυνης phrunēs ‘ropucha’.

### Podział systematyczny
Do rodzaju należą następujące gatunki:
- Qosqophryne flammiventris (Lehr & Catenazzi, 2010)
- Qosqophryne gymnotis (Lehr & Catenazzi, 2009)
- Qosqophryne mancoinca (Mamani, Catenazzi, Ttito, Mallqui & Chaparro, 2017)